# Southmont
Southmont és una població dels Estats Units a l'estat de Pennsilvània. Segons el cens del 2000 tenia 2.626 habitants.

## Demografia
Segons el cens del 2000, Southmont tenia 2.262 habitants, 965 habitatges, i 660 famílies. La densitat de població era de 831,8 habitants/km².
Dels 965 habitatges en un 27,2% hi vivien nens de menys de 18 anys, en un 58,1% hi vivien parelles casades, en un 8,7% dones solteres, i en un 31,6% no eren unitats familiars. En el 29,5% dels habitatges hi vivien persones soles el 13,6% de les quals corresponia a persones de 65 anys o més que vivien soles. El nombre mitjà de persones vivint en cada habitatge era de 2,32 i el nombre mitjà de persones que vivien en cada família era de 2,87.
Per edats la població es repartia de la següent manera: un 22% tenia menys de 18 anys, un 4,2% entre 18 i 24, un 25,5% entre 25 i 44, un 27,4% de 45 a 60 i un 20,9% 65 anys o més.
L'edat mediana era de 44 anys. Per cada 100 dones de 18 o més anys hi havia 87,1 homes.
La renda mediana per habitatge era de 38.125$ i la renda mediana per família de 49.297$. Els homes tenien una renda mediana de 36.553$ mentre que les dones 25.398$. La renda per capita de la població era de 25.750$. Entorn del 4,5% de les famílies i el 5,2% de la població estaven per davall del llindar de pobresa.

## Poblacions més properes
El següent diagrama mostra les poblacions més properes.